# 劍吻古豚屬

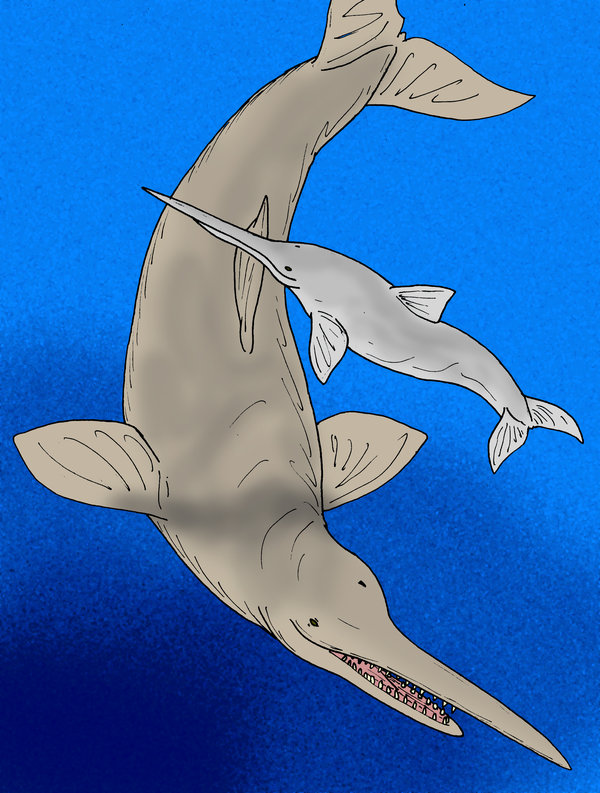
劍吻古豚（E. longirostris）與巨海豚

劍吻古豚（Eurhinodelphis）是已滅絕的中新世鯨魚，其化石分佈在法國、比利時及美國加利福尼亞州。
劍吻古豚長約2米，與現今的鼠海豚科有關，可能以回聲定位來獵食。劍吻古豚的上顎延長成尖吻，很像劍魚、旗魚及魚龍的真鼻龍，很可能是用來捕捉獵物。牠們有長及鋒利的牙齒。
劍吻古豚是巨海豚的近親。